# 本間アキラ
本間 アキラ（ほんま あきら）は日本の漫画家。主にボーイズラブを描く。2003年発売の『裁かれし者』が初の単行本となる。

## 作風
「しっかりした画力と卓越したストーリー」を描き、コメディ作品なども発表。絵柄は「ダーク系」である。

## 作品リスト
- 『裁かれし者』心交社〈Chocolat comics〉、2003年11月発行[2]、ISBN 4-88302-918-2
- 『人生は薔薇色だ』心交社〈Chocolat comics〉、2004年10月発行[3]、ISBN 4-7781-0008-5
- 『最後の肖像』心交社〈Chocolat comics〉、2005年7月発行[4]、ISBN 4-7781-0126-X）
- 『愛が神を殺す時』心交社〈Chocolat comics〉、2006年5月発行[5]、ISBN 4-7781-0235-5
- 『兎オトコ虎オトコ』、心交社〈Chocolat comics〉2009年 - 2010年、全2巻
  1. 2009年9月発行[6]、ISBN 978-4-7781-0786-4
  2. 2010年6月発行[7]、ISBN 978-4-7781-0942-4

  - （完全版）白泉社〈HANAMARU COMICS PREMIUM〉2020年 - 2022年、全5巻
    1. 2020年2月27日発売[8]、ISBN 978-4-592-72096-6
    2. 2020年2月27日発売[9]、ISBN 978-4-592-72097-3
    3. 2020年2月27日発売[10]、ISBN 978-4-592-72098-0
    4. 2021年9月30日発売[11]、ISBN 978-4-592-72105-5

  1. 2022年9月30日発売[12]、ISBN 978-4-592-72112-3
- 『坊主かわいや袈裟までいとし』、白泉社〈HANAMARU COMICS PREMIUM〉2013年 - 2017年、全4巻
  1. 2013年8月26日発売[13]、ISBN 978-4-592-72060-7
  2. 2014年10月24日発売[14]、ISBN 978-4-592-72071-3
  3. 2016年4月25日発売[15]、ISBN 978-4-592-72078-2
  4. 2017年11月27日発売[16]、ISBN 978-4-592-72085-0
- 『青⇔オレンジ』、白泉社〈花丸コミックス・プレミアム〉2024年 - 、既刊1巻（2024年12月5日現在）
  1. 2024年12月5日発売[17][18]、ISBN 978-4-592-72154-3